# 佐竹義斯
佐竹義斯（1545年—1599年6月10日）是日本戰國時代至安土桃山時代的武將。常陸國戰國大名佐竹氏一族。佐竹北家第4代當主。父親是佐竹義廉。別名北義斯。

## 略歷
在天文14年（1545年）出生，家中嫡男。作為一族的重鎮，主要負責統制豪族和家臣等。元龜2年（1571年），處罰和田昭為的一族。天正18年（1590年），在小田氏治被流放後，擔任小田城城代。另外亦有外交工作，曾負責與那須氏達成和睦等。在慶長4年4月18日（1599年6月10日）死去。享年55歲。法名月叟賢哲。

## 外部連結
- 武家家伝＿佐竹氏（页面存档备份，存于）